# Segestria
Segestria là một chi nhện trong họ Segestriidae.
Chi Segestria gồm các loài, ở Hà Lan và Bỉ:
- Segestria bavarica
- Segestria bella
- Segestria cavernicola
- Segestria croatica
- Segestria cruzana
- Segestria danzantica
- Segestria davidi
- Segestria florentina
- Segestria fusca
- Segestria inda
- Segestria madagascarensis
- Segestria nipponica
- Segestria pacifica
- Segestria pusilla
- Segestria pusiola
- Segestria ruficeps
- Segestria saeva
- Segestria sbordonii
- Segestria senoculata
- Segestria turkestanica